# PandaBoard
El PandaBoard és un ordinador monoplaca de baixa energia i baix preu basat en el SoC de Texas Instruments. La placa ha estat disponible al públic al preu subvencionat de 174$ des del 27 d'octubre de 2010. És una plataforma de desenvolupament suportada per la comunitat.
El PandaBoard ES és una versió més nova basada en el SoC OMAP4460, amb el CPU i GPU amb un ritme de rellotge més alt. Aquesta placa ha estat disponible al públic al preu subvencionat de 182$ des del 16 de novembre de 2011. Com el seu predecessor, és una plataforma de desenvolupament suportada per la comunitat.

## Característiques
El SoC OMAP4430 en el PandaBoard presenta un nucli dual 1 GHz ARM Cortex-A9 MPCore CPU, un 304 MHz PowerVR SGX540 GPU, maquinari multimèdia IVA3 amb un DSP programable, i 1 GiB de DDR2 SDRAM. El PandaBoard ES utilitza un SoC més, amb un nucli dual d'1.2 GHz CPU i 384 MHz GPU. L'emmagatzematge persistent primari és produït a través d'una Targeta de SD slot permetent targetes de SDHC fins a 32 GB per ser utilitzat. La placa inclou 10/100 Ethernet per cable així com Ethernet sense fil i connectivitat Bluetooth. La seva mida és lleugerament més gran que la de l'ordinador XTX/ETX amb 100 mm × 110 mm. La placa pot produir senyals de vídeo mitjançant interfícies DVI i HDMI. També té connectors d'àudio de 3.5 mm.

### Sistemes operatius
El dispositiu utilitza el Linux kernel, ja sigui amb distribucions tradicionals o Android o Mozilla Firefox OS.
OpenBSD suporta PandaBoard.
FreeBSD va afegir suport per la PandaBoard l'agost del 2012.
Una versió de RISC OS 5 està sent activament desenvolupada.